# Huaros (distrito)
O Distrito peruano de Huaros é um dos sete distritos que formam a Província de Canta, situada na Região de Lima.

## Transporte
O distrito de Huaros é servido pela seguinte rodovia:
- PE-20A, que liga o distrito de Tinyahuarco (Região de Pasco) à cidade de San Martín de Porres (Província de Lima) [2][3][4]